# Bryaninops yongei
Bryaninops yongei és una espècie de peix de la família dels gòbids i de l'ordre dels perciformes.

## Morfologia
Els mascles poden assolir els 3,5 cm de longitud total.

## Distribució geogràfica
Es troba des del Mar Roig fins a les Hawaii, les Illes Ryukyu, el nord de la Gran Barrera de Corall i el mar de la Xina Oriental.